# François Imberti
Pour les articles homonymes, voir Imberti.
François Imberti  (francisation de l'italien: Francesco Imberti) né à Racconigi  le 25 décembre 1882 mort à Verceil le 12 janvier 1967, est un ecclésiastique italien qui fut évêque d'Aoste de 1932 à 1945 puis archevêque de Verceil de 1945 à 1966.

## Biographie
Francesco  Imberti nait à Racconigi province de Coni dans le Piémont il est le fils de Bartolomeo et de Caterina Garavegno.
Francesco Imberti commence ses études religieuse au séminaire de Ba en 1899. Il est ensuite élève su « Séminaire Philosophique de Chieri » puis à partir de 1901-1902 du « Séminaire Théologique de Turin ». Il est diplômé de théologie le 14 mai 1906 par la « Faculté Théologique du Séminaire Archiépiscopal de Turin » et ordonné prêtre le 29 juin 1906 et devient chanoine et curé de paroisse de la cathédrale de Turin. Il est nommé évêque d'Aoste par le Pape Pie XI le 23 juillet 1932. Il est consacré dans la cathédrale de Turin le 11 septembre 1932 par Maurillo Fossati archevêque de Turin assisté par Costanzo Castrale (de) évêque titulaire de Gaza (de) et Giovanni Battista Pinardi évêque titulaire d'Eudoxias (de). Il prend possession le 15 octobre 1932 et entre dans son diocèse le 16 du même mois.
Initialement favorable à la politique fasciste d'italianisation de la Vallée d'Aoste il fonde en 1933 le « Bollettino Diocesano di Aosta » destiné à se substituer à celui publié en français, il protège la population d'd'Aoste pendant l'occupation nazi. Après la guerre lorsqu'éclate la « Question valdotaine » il adopte une attitude de respect des traditions locales et de défense des prêtres qui souhaitent célébrer en français. Francesco Imberti doit néanmoins être transféré à l'archevêché de Verceil le 10 octobre 1945 et il prend possession de son archidiocèse le 7 décembre. Il participe aux quatre cessions du concile Vatican II (1962-1965). Il se démet de son siège de Verceil le 5 septembre 1966 et le même jour il est nommé archevêque titulaire de Vulturia (de). Il meurt à Verceil le 27 janvier 1967 « archevêque Émérite de Verceil ».